# Boncourt-le-Bois
Boncourt-le-Bois település Franciaországban, Côte-d’Or megyében. Lakosainak száma 272 fő (2022. január 1.). Boncourt-le-Bois Flagey-Echézeaux, Agencourt, Gerland, Villebichot, Vosne-Romanée és Nuits-Saint-Georges községekkel határos.

## Népesség
A település népességének változása:
| Lakosok száma | 123  | 154  | 205  | 263  | 291  | 291  | 283  | 281  | 278  | 272  |
|               | 1968 | 1982 | 1990 | 2006 | 2013 | 2015 | 2017 | 2019 | 2020 | 2022 |